# واهاگن داوتیان (ژیمناست)
واهاگن داوتیان (به ارمنی: Վահագն Դավթյան) زادهٔ ۱۹۸۸) ژیمناست مرد اهل ارمنستان است.